# Општина Ђармата
Ђармата (рум. Giarmata) општина је у Румунији у округу Тимиш.
Oпштина се налази на надморској висини од 111 m.